# Flat Beat
Singles de Mr. Oizo
M Seq
(1997) Last Night a DJ Killed a Dog
(2000)
Pistes de Analog Worms Attack
Analog Wormz Sequel (14) /
Flat Beat est un single de Mr. Oizo, sorti le 22 mars 1999, issu de l'album Analog Worms Attack.
Le clip, réalisé par Quentin Dupieux lui-même, a remporté la Victoire du vidéo-clip aux Victoires de la musique 2000.